# Jon Mayer
Jon Mayer (Harlem, 1938. szeptember 7. –) amerikai dzsesszzongorista, zeneszerző.

## Pályafutása
A zeneszerető környezetben nevelkedett Mayer tinédzserként élőben hallotta Charlie Parkert és ezt követően az altszaxofon lett a választott hangszere. A középiskolában meggondolta magát. A manhattani High School of Music and Arton végzett klasszikus zenei tanulmányai után még rövid ideig a Manhattan School of Musicon is tanult (1956).
Először Pete LaRocával és Ray Draperrel lépett fel, majd Kenny Dorham big bandjében és Tony Scott kvartettjében játszott – Bill Evans helyén. 1957-ben Jackie McLeannel, majd John Coltrane-nel készített felvételeket.
Az 1960-as években Mayer Párizsban lépett fel Chet Bakerrel.
Ezután a Thad Jones és Mel Lewis zenekaraiban, Kai Winding, Sarah Vaughan és a The Manhattan Transfer mellett dolgozott, valamint stúdiózenész volt. Dalait Les McCann, Nancy Wilson, Vicki Carr és Gladys Knight énekelte.
Az 1980-as években Los Angelesbe költözött, ahol Freddie Hubbarddal, McCann-nel és saját zenekaraival játszott.

## Lemezválogatás
- 1995: Round Up the Usual Suspects ( és Ron Carter, Billy Higgins)
- 1998: Do It Like This ( és Ernie Watts)
- 1999: Rip Van Winkle ( és Bob Maize, Harold Mason)
- 2002: Full Circle ( és Rufus Reid, Victor Lewis)
- 2004: The Classics ( és Rufus Reid, Willie Jones III)
- 2005: Strictly Confidential ( és Chuck Israels, Arnie Wise)
- 2006: My Romance ( és Rufus Reid, Dick Berk)
- 2007: So Many Stars ( és Rufus Reid, Roy McCurdy)
- 2009: Nightscape ( és Rufus Reid, Roy McCurdy)
- 2014: The Art of the Ballad (szóló)